# پراتیاکشا
پراتیاکشا (انگلیسی: Pratyaksha)، ادراک و ظهور معرفتی است که از طریق حواس و بر اثر تماس حواس با روح مستفاد می‌شود.

## شناختمستقیم
ادراک شناخت مستقیم (saksat-pratitih)است؛ یعنی «عالم و معلوم و علم» بالاتفاق و بر سبیل مقارنه، شناخت و آگاهی را پدید می‌آورند و بین این سه تلازم است.

## شناخت
در مکتب میمامسا مآخذ شناخت ششگانه عبارتند از:
1. ادراک، پراتیاکشا (Pratyaksha)
2. استنتاج، آنومانا (Anumāna)
3. علم لفظی و صوت، (S'abda)
4. قیاس، اوپامانا (Upamāna)
5. ملازمت، (arthapatti)
6. ادراک عدم مَدرَک، (anupalabdhi)

مکتب ودانتا پنج مأخذ اول شناخت را قبول دارد.
مکتب نیایا فقط چهار تای اولی را می پذیرد.
مکتب سانکیها به سه تای اولی اکتفا می‌کند.
بودائیان و مکتب «وی شیشکا» فقط دو تای اولی را یعنی ادراک و استنتاج را قبول دارند.
مکتب «چارواکا» که معتقد به اصالت ماده بوده، فقط ادراک را پذیرفته‌است.

## مکاتب فلسفی بودائی
بودائیان، مرحلهٔ ابتدائی ادراک (nirvikalpa)(سطح معرفتی و لایه زیرین ادراک) را که در آن صور ادراکات هنوز متعین نشده و ذهن در تصرف آن دخالت نداشته‌است، اصیل می‌دانند و آن را یگانه مرحلهٔ معتبر ادراک به‌شمار می‌آورند، زیرا به نظر آنها در مرحلهٔ بعدی ادراک که آن را ادراک معین (savikalpa) گفته‌اند، مقولات ذهنی از قبیل خیال و حافظه و غیره به تصرف ادراک می‌پردازند و از اصالت آن می‌کاهند.